# Biomasseheizkraftwerk Flohr Neuwied

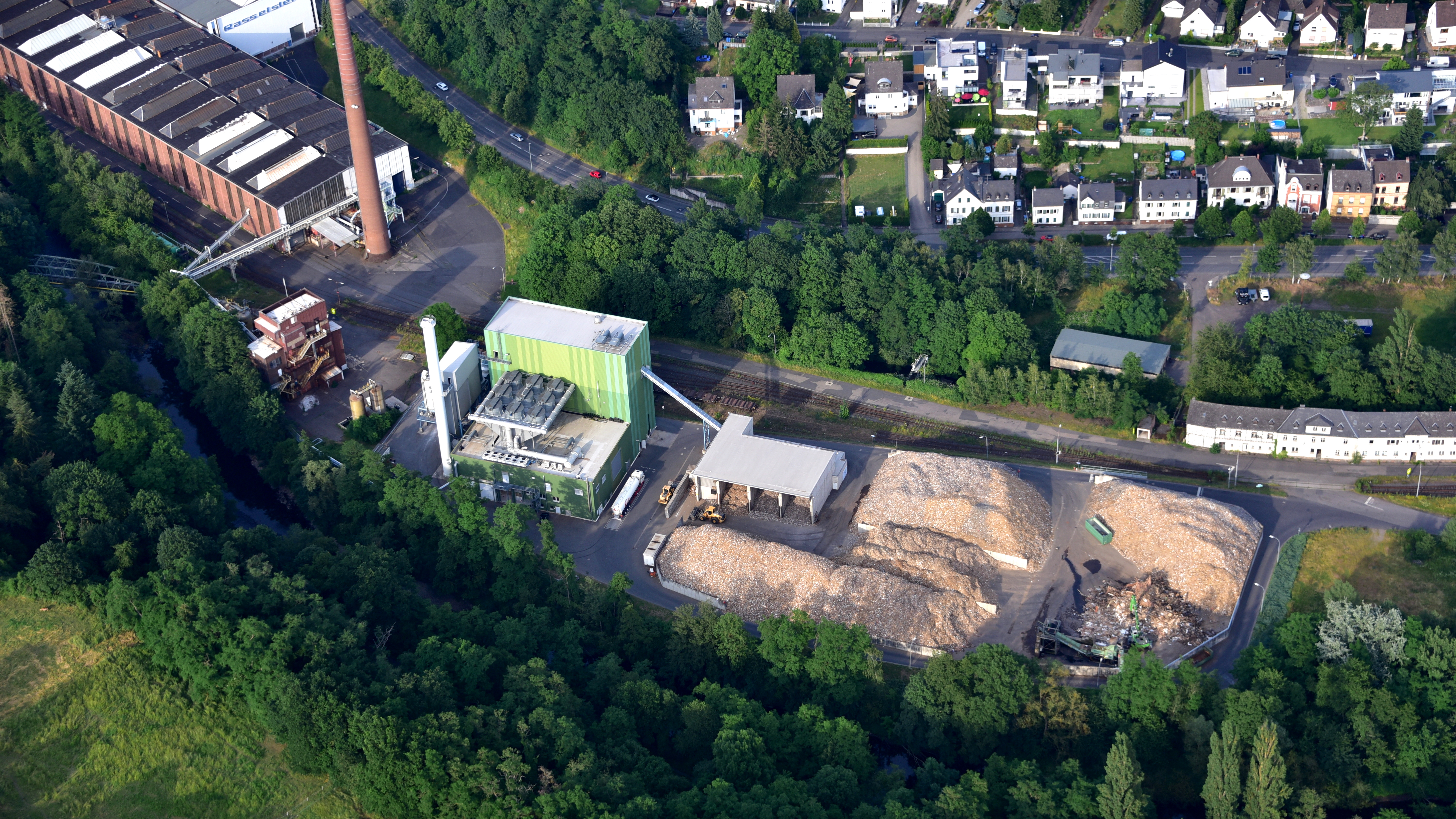
Neuwied, Biomasseheizkraftwerk Flohr Neuwied, Luftaufnahme 2019

Das BHKW Flohr ist ein mit Altholz befeuertes Biomasseheizkraftwerk in Neuwied.
Es steht auf dem ehemaligen Betriebsgelände des Feinblechwerk Rasselstein der ThyssenKrupp AG und versorgte dieses mit Prozessdampf. Das BHKW ersetzte bei seiner Inbetriebnahme 2005 zwei alte, gas-/ölgefeuerte Dampfkessel des Blechwerkes. Weiterhin wird nach dem Kraft-Wärme-Kopplungs-Prinzip elektrische Energie erzeugt und in das Netz der RWE eingespeist.
Das Biomasseheizkraftwerk ist ein Gemeinschaftsprojekt der STEAG Saar Energie mit der in Neuwied ansässigen, auf den Handel mit Altholz spezialisierten Spedition Flohr.
Seit Ende der Feinblechproduktion am Standort Neuwied wird das Kraftwerk ausschließlich zur Stromerzeugung genutzt. Die zuvor für Prozessdampf genutzte Wärmeenergie wird seit dem ungenutzt an die Umwelt abgegeben.

## Technischer Aufbau und Funktion
Das Biomasseheizkraftwerk besteht im Wesentlichen aus:
Holzlager und -aufbereitungDie Anlage verwertet pro Jahr mehr als 60.000 Tonnen Holz Altholz der Klassen A1 bis A4 gemäß Altholzverordnung. Sie hat einen Einzugsbereich von ca. 100 km Radius. Das Holz wird per LKW angeliefert, auf einem 8000 m² großen Gelände zwischengelagert, in einem Schredder auf ca. 30–50 cm zerkleinert und dann über eine Schubboden-Anlage und einen Schrägförderer der Feuerung zugeführt.
Feuerung mit Dampfkessel
Feuerung und Dampfkessel bilden eine bauliche Einheit (Hersteller: Wulff Deutschland). Die Feuerung ist eine Rostfeuerung mit Vorschubrost. Die entstehenden Rauchgase verlassen mit einer Temperatur > 850 °C die Feuerung und treten in den Dampferzeuger ein. Der Kessel ist rauchgasseitig ein Vertikalkessel mit drei Zügen; wasserseitig ein Eindruck-Naturumlauf-Kessel ohne Zwischenüberhitzung der ca. 32 t/h Frischdampf liefert.
Rauchgasreinigung und Kamin
Die Anlage ist mit einer modernen Rauchgasreinigung nach 17. BImSchV ausgerüstet (Hersteller: Wulff Deutschland). In den Kessel integriert ist eine nichtkatalytische Entstickung (SNCR) mittels Harnstoff. Die Entstaubung besteht aus einem Zyklonabscheider für groben Staub und einem Gewebefilter (Schlauchfilter) für Feinstaub. Dazwischen ist eine Absorber-Reaktor auf Basis von trockenem Kalkhydrat geschaltet. Dieser bindet Schwefel und andere Schadstoffe. Die gereinigten Rauchgase führt ein Saugzuggebläse zum 45 m hohen Kamin. Abgeschiedener Staub und Adsorbens werden in Silos zwischengelagert und per LKW abgefahren.
Dampfturbine mit luftgekühltem Kondensator
Der vom Kessel kommende Dampf wird in einer Kondensationsdampfturbine (Hersteller: B+V Industrietechnik, heute: MAN Turbo) in elektrische Energie umgewandelt. Die maximale elektrische Leistung beträgt ca. 7,6 MW.
Der Dampf wird in einem Luftkondensator (Hersteller: GEA) kondensiert und dem Kessel wieder zugeführt.
Hilfskesselanlage und Prozessdampfversorgung
Vor Betriebseinstellung wurde der Prozessdampf aus einer Entnahme der Dampfturbine abgezogen. Über eine ca. 300 m lange Rohrleitung wurde dieser Dampf zum Feinblechwerk Rasselstein geführt. Pro Jahr wurden etwa 100.000 Tonnen Dampf geliefert.
Da auch im Falle einer Betriebsunterbrechung bei der Biomassefeuerung die Prozessdampfversorgung für das Feinblechwerk sichergestellt werden musste, wurde das BHKW zur Besicherung mit zwei schnell startbaren, erdgas-befeuerten Großwasserraumkesseln (Hersteller: Loos) ausgestattet.
Wasseraufbereitung
Um die Betriebsverluste – vor allem durch den gelieferten Prozessdampf – aufzufüllen, verfügt das BHKW über eine leistungsstarke Wasseraufbereitungsanlage mit Ionenaustauschern zur Herstellung von vollentsalztem Speisewasser.

## Kritik
Gegen den Bau und Betrieb des Biomasseheizkraftwerkes formierte sich die Bürgerinitiative Heddesdorf / Heddesdorfer Berg. Die Kritik der Bürgerinitiative richtet sich vor allem gegen die vom BHKW und der dazugehörigen Holzaufbereitungsanlage ausgehende Lärm- und Staubbelastung. Weiterhin wird die Tatsache kritisiert, dass in der Anlage auch belastete Altholzsorten der Klassen A3 und A4 verbrannt werden dürfen. Die Bürgerinitiative fordert, die Betriebsgenehmigung auf naturbelassene Hölzer der Klasse A1 und A2 zu beschränken und zusätzliche Lärm- und Staubschutzmaßnahmen zu ergreifen.